# Loris Veneman
Loris Veneman (* 10. September 2006 in Dalfsen) ist ein niederländischer Motorradrennfahrer.
Veneman ist der Sohn des früheren Motorradrennfahrers Barry Veneman. Er startete 2024 in der Supersport-300-Weltmeisterschaft für MTM Kawasaki an der Seite von Mirko Gennai und wurde Vizeweltmeister.
2025 wird Veneman für EAB Racing in der Supersport-Weltmeisterschaft antreten.

## Statistik in der Supersport-300-Weltmeisterschaft
| Saison | Team         | Motorrad           | Rennen | Siege | Zweiter | Dritter | Poles | Schn. Runden | Punkte | Ergebnis |
| ------ | ------------ | ------------------ | ------ | ----- | ------- | ------- | ----- | ------------ | ------ | -------- |
| 2023   | MTM Kawasaki | Kawasaki Ninja 400 | 16     | 1     | –       | 1       | –     | –            | 103    | 8.       |
| 2024   | MTM Kawasaki | Kawasaki Ninja 400 | 16     | 2     | 2       | 1       | 3     | –            | 200    | 2.       |
| Gesamt | Gesamt       | Gesamt             | 32     | 3     | 2       | 2       | 3     | 1            | 303    |          |